# الغول الاسفل (نعمان)

تعديل مصدري - تعديل

الغول الاسفل هي إحدى قرى عزلة الغول بمديرية نعمان التابعة لمحافظة البيضاء، بلغ تعداد سكانها 303 نسمة حسب تعداد اليمن لعام 2004.